# Ústí nad Labem-i járás

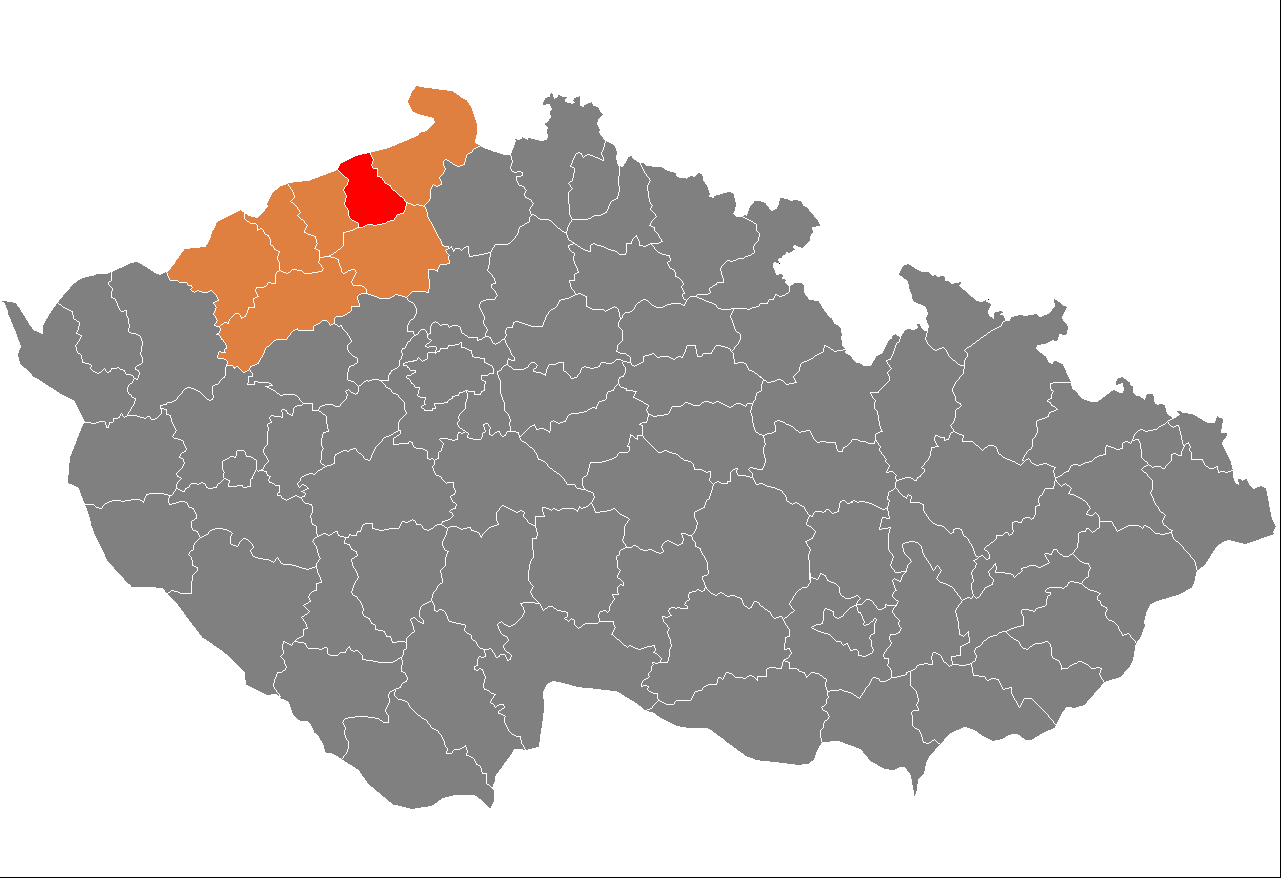
Az Ústí nad Labem-i járás

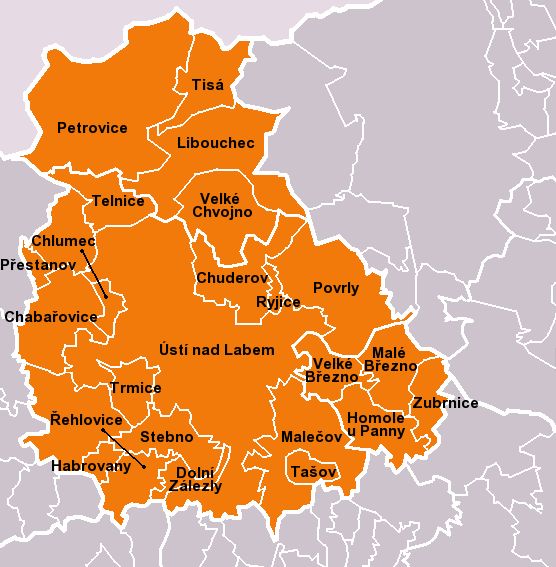
Az Ústí nad Labem-i járás települései

Az Ústí nad Labem-i járás (csehül: Okres Ústí nad Labem) közigazgatási egység Csehország Ústí nad Labem-i kerületében. Székhelye Ústí nad Labem. Lakosainak száma 125 259 fő (2009). Területe 404,44 km².

## Városai és községei
A városok félkövér, a községek álló betűkkel szerepelnek a felsorolásban.
Chabařovice •
Chlumec •
Chuderov •
Dolní Zálezly •
Habrovany •
Homole u Panny •
Libouchec •
Malé Březno •
Malečov •
Petrovice •
Povrly •
Přestanov •
Řehlovice •
Ryjice •
Stebno •
Tašov •
Telnice •
Tisá •
Trmice •
Ústí nad Labem •
Velké Březno •
Velké Chvojno •
Zubrnice

## Fordítás
- Ez a szócikk részben vagy egészben  az   Ústí nad Labem District című angol Wikipédia-szócikk ezen változatának fordításán alapul.  Az eredeti cikk szerkesztőit annak laptörténete sorolja fel. Ez a jelzés csupán a megfogalmazás eredetét és a szerzői jogokat jelzi, nem szolgál a cikkben szereplő információk forrásmegjelöléseként.
- Ez a szócikk részben vagy egészben  az   Okres Ústí nad Labem című cseh Wikipédia-szócikk ezen változatának fordításán alapul.  Az eredeti cikk szerkesztőit annak laptörténete sorolja fel. Ez a jelzés csupán a megfogalmazás eredetét és a szerzői jogokat jelzi, nem szolgál a cikkben szereplő információk forrásmegjelöléseként.